# Löwen Play
Löwen Play GmbH es un operador de salones de juegos alemán con sede en Bingen am Rhein. Cuenta con alrededor de 2.500 empleados en más de 370 locales de juego y generan alrededor de 250 millones de euros al año. Los principales competidores son el Grupo Gauselmann y el Grupo Schmidt.

## Historia
A finales de los años 70, la empresa Löwen Automaten fundó los primeros centros de juegos como "mercados de prueba" para el desarrollo de sus productos. A principios de la década de 1980, el éxito económico de estos lugares ya era tan grande, que el sector de máquinas tragaperras se convirtió en una rama independiente dentro de la empresa. Mediante la compra de otras empresas regionales dedicadas a la instalación de máquinas y la expansión adicional de los salones de juego, la cantidad de locales aumentó considerablemente. Para optimizar el efecto de cooperación, las compañías se fusionaron finalmente en 1990 creando la empresa Löwen Play, cuya marca de imagen y palabras "Löwen Play" ya estaba posicionada en el mercado desde mediados de los 80.
En 2001, la empresa holandesa ABN Amro Capital adquirió Löwen Play. Entre 2006 y 2008, el inversionista financiero Waterland Private Equity fue el accionista mayoritario. Desde 2008, Löwen Play ha formado parte de la empresa de inversión de capital privado Ardian Investment, propiedad indirecta de Safari Holding GmbH.

## Actividad
Además de las máquinas tragaperras, que están presentes en la mayoría de salones de juego, se puede encontrar también otro tipo de máquinas de entretenimiento como por ejemplo máquinas de ejercicio, máquinas de dardos y otros deportes, terminales de Internet DSL, mesas de billar, air hockey, futbolín y máquinas de pinball.